# Праведник
Праведник (мкд. Праведник) је насеље у Северној Македонији, у јужном делу државе. Праведник је насеље у оквиру општине Кавадарци.
Јужно од села Праведник, а у оквиру његовог атара, налази се Манастир Полошко.

## Географија
Праведник је смештен у јужном делу Северне Македоније. Од најближег већег града, Кавадараца, насеље је удаљено 20 km југозападно.
Насеље Праведник се налази у вишем делу области Тиквеш. Село се сместило на источним падинама планине Чаве. Источно од насеља протиче Црна река, која је у овом делу преграђена, па је образовано вештачко језеро, Тиквешко језеро. Насеље је положено на приближно 670 метара надморске висине. 
Месна клима је континентална. 

## Становништво
Праведник је према последњем попису из 2002. године био без становника.
Већинско становништво у насељу били су етнички Македонци. 
Претежна вероисповест месног становништва било је православље.